# جاناتان زارات
جاناتان زارات (انگلیسی: Jonathan Zárate؛ زادهٔ ۶ فوریهٔ ۱۹۹۹) بازیکن فوتبال است.